# شهرستان مونکالم
شهرستان مونکالم (به انگلیسی: Montcalm Regional County Municipality) یک منطقهٔ مسکونی در کانادا است که در ناحیه لانودییر واقع شده‌است. شهرستان مونکالم ۷۱۶٫۳۰ کیلومتر مربع مساحت و ۴۸٬۳۷۸ نفر جمعیت دارد.